# Saint-Avit-Rivière
Saint-Avit-Rivière is een gemeente in het Franse departement Dordogne (regio Nouvelle-Aquitaine) en telt 79 inwoners (2009). De plaats maakt deel uit van het arrondissement Bergerac.

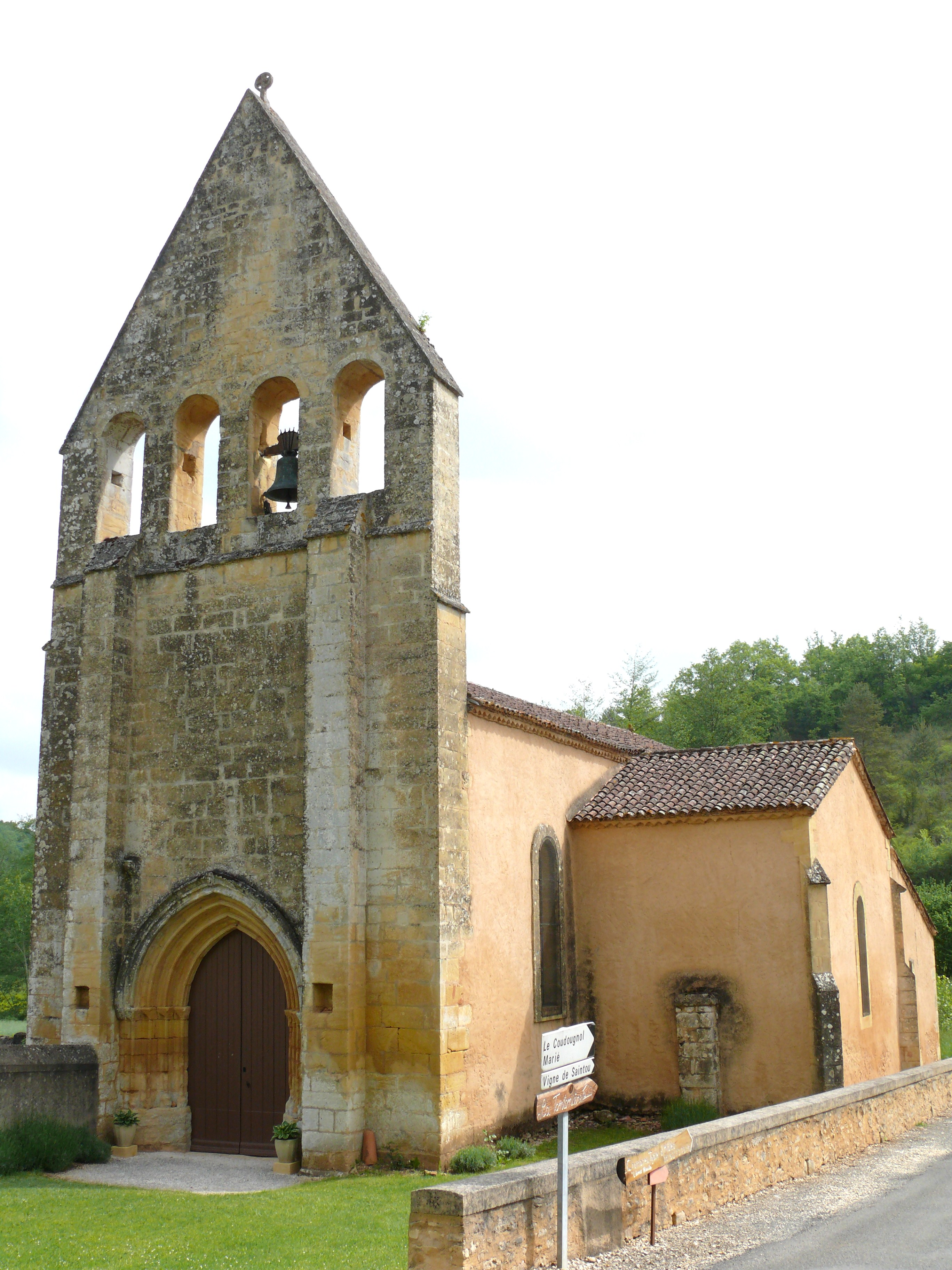
Kerk
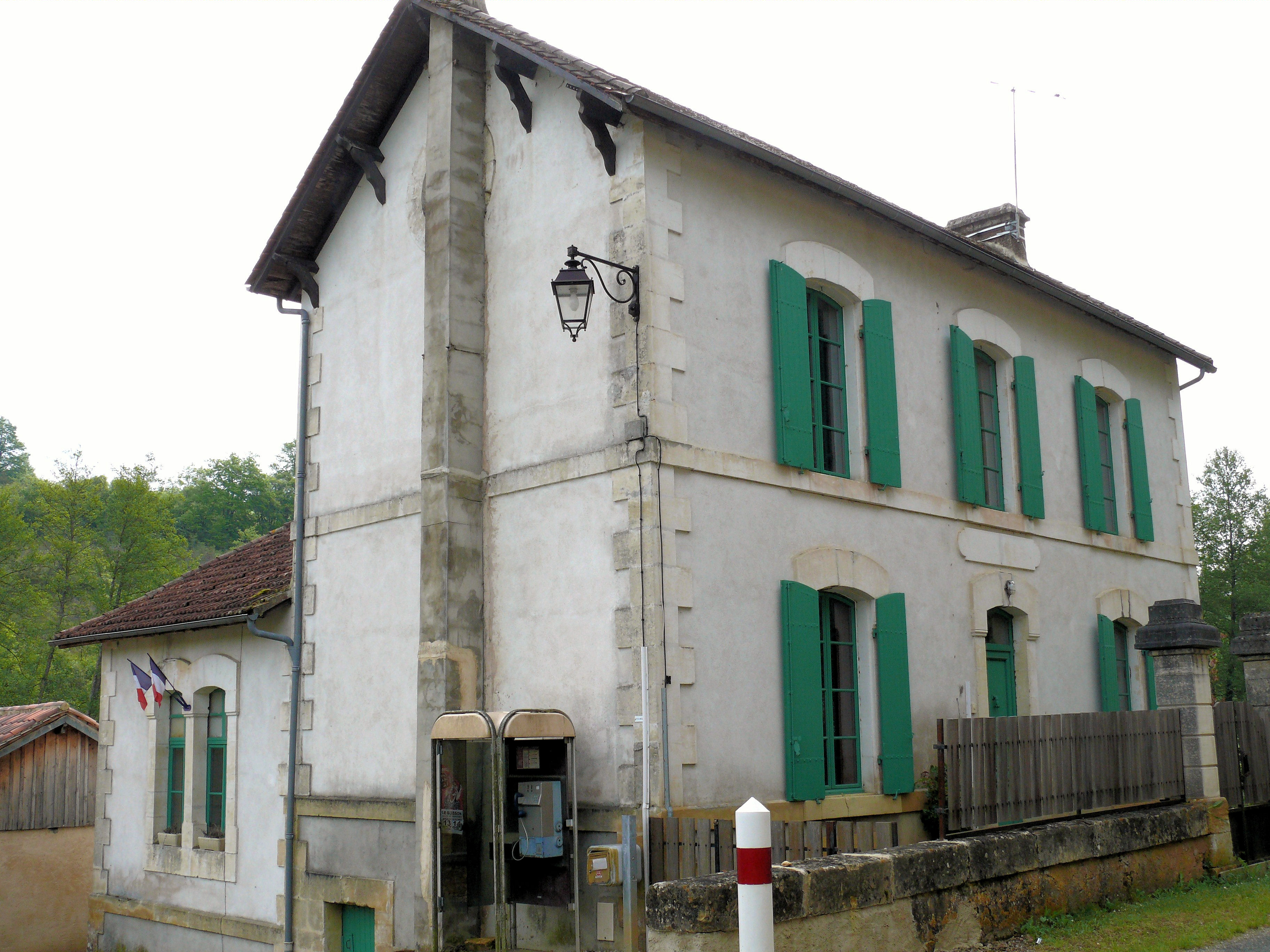
Gemeentehuis

## Geografie
De oppervlakte van Saint-Avit-Rivière bedraagt 13,0 km², de bevolkingsdichtheid is dus 6,1 inwoners per km².
De onderstaande kaart toont de ligging van Saint-Avit-Rivière met de belangrijkste infrastructuur en aangrenzende gemeenten.

## Demografie
Onderstaande figuur toont het verloop van het inwonertal (bron: INSEE-tellingen).